# 이규승
이규승(李圭昇, 1920년 ~ 2000년)은 대한민국의 군인, 기업가, 정치인이다.
본관은 성주(星州)이다. 1958년 조카딸 이순자의 혼례로 인하여 당시 육군 대위였던 훗날 대통령 전두환의 처숙부가 된 그는 육군본부 감찰감을 지내다가 1959년 육군 대령 예편하였다.

## 생애
고려 시대 밀직사사 이백년의 직계 후손인 그의 본관은 성주였고 경상북도 성주 출생이다.
형 이규동과 아우 이규광 등도 군인이며 형 이규동(육사 2기)과 아우 이규광(육사 3기)은 각각 육군 준장 예편하였다.
한편 그는 육군사관학교 7기로 졸업 및 임관하였으며 이후 육군본부 헌병차감과 육군본부 감찰감을 지내다가 1959년 육군 대령 예편하였다.
1989년 특정경제고용알선수재혐의로 구속되었다가 석방된 바 있다. 이후 1995년 자유민주연합 당무위원을 잠시 역임하였다.

## 학력
- 1948년 대한민국 육군사관학교 7기
- 1949년 대한민국 육군보병학교 졸업